# Вагнер, Яков Богданович
Я́ков Богда́нович Ва́гнер (1800—1863, Варшава) — генерал-лейтенант, участник Кавказских походов и Крымской войны.

## Биография
Родился в 1800 году, происходил из дворян Лифляндской губернии. В военную службу вступил 3 мая 1819 года в армейскую кавалерию.
В 1830—1831 годах принимал участие в кампании против восставших поляков и за отличие был награждён орденом св. Владимира 4-й степени с бантом и Польским знаком отличия за военное достоинство (Virtuti Militari) 4-й степени.
С начала 1840-х годов служил на Кавказе, возглавлял команды Азовских казаков и принимал участие в походах против горцев. 6 декабря 1848 года произведён в генерал-майоры. Командовал 2-м отделением Черноморской береговой линии.
С началам Крымской войны эвакуировал подотчётные ему крепости Черноморской береговой линии и возглавил резерв Закубанского отряда, а затем командовал Феодосийским и Геническим отрядами (с июля 1855 года) и отразил попытки англо-французов прорваться на Арабатскую стрелку.
20 октября 1855 года произведён в генерал-лейтенанты, а затем назначен начальником 13-й пехотной дивизии. С 1861 года числился по запасным войскам.
Скончался в 1863 году в Варшаве.

## Награды
Среди прочих наград Вагнер имел ордена:
- Орден Святого Владимира 4-й степени с бантом (1830)
- Орден Святой Анны 2-й степени (1831, императорская корона к этому ордену пожалована в 1844 году)
- Польский знак отличия за военное достоинство (Virtuti Militari) 4-й степени (1832)
- Орден Святого Станислава 2-й степени (1833)
- Орден Святого Георгия 4-й степени (12 января 1846; за беспорочную выслугу 25 лет в офицерских чинах, № 7420 по кавалерскому списку Григоровича — Степанова)
- Орден Святого Владимира 3-й степени (1846)
- Орден Святого Станислава 1-й степени (1851)
- Орден Святой Анны 1-й степени (1852, императорская корона к этому ордену пожалована в 1854 году)
- Орден Святого Владимира 2-й степени (1859)[1].